# Posguerra de la Primera Guerra Mundial

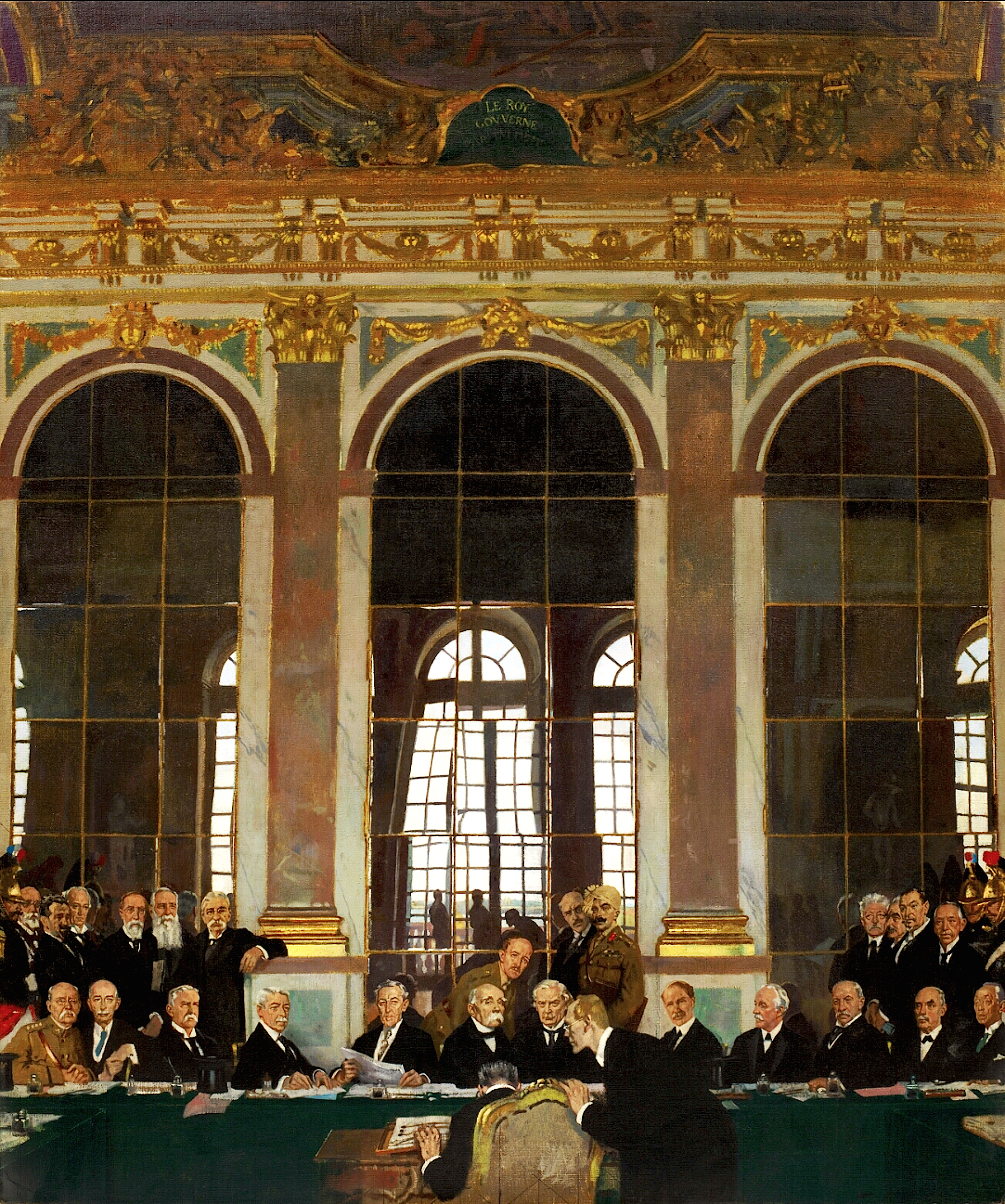
La firma del Tratado de Versalles en el Salón de los Espejos en el Palacio de Versalles en 1919, según una pintura de William Orpen.

La posguerra de la Primera Guerra Mundial dio un cambio político, cultural, económico y social drástico en Europa, Asia, África e incluso en áreas fuera de las que estaban directamente involucradas. Cuatro imperios se derrumbaron debido a la guerra, se abolieron países antiguos, se formaron nuevos, se volvieron a trazar los límites, se establecieron organizaciones internacionales y muchas ideologías nuevas y antiguas se afianzaron en las mentes de las personas. La Primera Guerra Mundial también tuvo el efecto de llevar la transformación política a la mayoría de los principales países involucrados en el conflicto, transformándolos en democracias electorales al traer sufragio casi universal por primera vez en la historia, como en Alemania (elección federal alemana de 1919), Gran Bretaña (elección general del Reino Unido de 1918) y Turquía (elección general turca de 1923), así como el inicio de la incorporación de la mujer en la fuerza laboral.

## Situaciones principales
Después de la Conferencia de Paz de París de 1919, la firma del Tratado de Versalles el 28 de junio de 1919, entre Alemania por un lado y Francia, Italia, Gran Bretaña y otras potencias aliadas menores por el otro, puso fin oficialmente a la guerra entre esos países. En los 440 artículos del Tratado de Versalles se incluyeron las demandas de que Alemania acepte oficialmente la responsabilidad de comenzar la guerra, pierda su imperio colonial y pague reparaciones económicas. Así mismo, se fundó la Sociedad de Naciones como una organización que ayude a resolver los conflictos entre naciones. Sin embargo, el tratado contó con una fuerte oposición en Alemania. Durante años, los alemanes estuvieron limitados por estas sanciones, además de que se hizo popular una leyenda llamada “Puñalada por la espalda”, que consistía en un relato del estado psicológico en el que se hallaba la población alemana tras la guerra. Esta teoría sostenía la creencia de que Alemania no perdió la guerra por dificultades militares, sino por el enemigo interior, es decir, los izquierdistas y los judíos. Todo ello desestabilizó el sistema, factor que alimentó el resentimiento contra los países vencedores (Francia, Reino Unido, Estados Unidos) y facilitó el crecimiento del nazismo, cuya aparición dio pie a la Segunda Guerra Mundial.
Los historiadores continúan discutiendo sobre el impacto que tuvo la pandemia de gripe de 1918 en el resultado de la guerra. Se ha postulado que los poderes centrales pueden haber estado expuestos a la onda viral antes que los aliados. Las bajas resultantes tuvieron un mayor efecto, habiendo ocurrido durante la guerra, a diferencia de los aliados que sufrieron la peor parte de la pandemia después del Armisticio. Cuando se dio cuenta del alcance de la epidemia, los respectivos programas de censura de los Aliados y las Potencias Centrales limitaron el conocimiento del público sobre el verdadero alcance de la enfermedad. Como España era neutral, sus medios de comunicación eran libres de informar sobre la gripe, dando la impresión de que comenzó allí. Este malentendido condujo a informes contemporáneos que lo denominaron "gripe española". Se desconoce el número exacto de muertes, pero se estima que alrededor de 50 millones de personas murieron a causa del brote de influenza en todo el mundo.
La disolución de los imperios alemán, ruso, austrohúngaro y otomano creó una serie de nuevos países en Europa oriental y Oriente Medio. Algunos de ellos, como Checoslovaquia y Polonia, tenían minorías étnicas sustanciales que a veces no estaban completamente satisfechas con los nuevos límites que los separaban de sus compañeros étnicos. Una consecuencia de la redefinición masiva de las fronteras y los cambios políticos posteriores a la guerra fue la gran cantidad de refugiados europeos, ya que el conflicto y los acontecimientos geopolíticos posteriores obligaron a poblaciones enteras a abandonar sus lugares habituales de residencia rumbo a territorios más seguros. Estos y los refugiados de la guerra civil rusa llevaron a la creación del pasaporte Nansen. 
Una ola revolucionaria de extrema izquierda y a menudo explícitamente comunista ocurrió en varios países europeos en 1917-1920, especialmente en Alemania y Hungría. El evento más importante precipitado por las privaciones de la Primera Guerra Mundial fue la Revolución Rusa de 1917.
La guerra marcó el surgimiento de Estados Unidos como una potencia militar y económica. Sin embargo, el alto costo humano de la guerra hizo que el gobierno estadounidense adoptara una política de aislacionismo a nivel de política exterior, lo que contribuyó al fracaso de la Sociedad de Naciones.
Se supone comúnmente que las experiencias de la guerra en el oeste han llevado a una especie de trauma nacional colectivo para todos los países participantes. El optimismo de 1900 desapareció por completo y los que lucharon se convirtieron en lo que se conoce como "la generación perdida" porque nunca se recuperaron por completo de su sufrimiento. Durante los años siguientes, gran parte de Europa se lamentó en privado y en público. Se erigieron monumentos en miles de pueblos y ciudades.